# Cup of China de 2015
Cup of China de 2015 foi a décima terceira edição da Cup of China, um evento anual de patinação artística no gelo organizado pela Associação Chinesa de Patinação (em inglês:  Chinese Skating Association), e que fez parte do Grand Prix de 2015–16. A competição foi disputada entre os dias 6 de novembro e 8 de novembro, na cidade de Pequim, China.

## Eventos
- Individual masculino
- Individual feminino
- Duplas
- Dança no gelo

## Medalhistas
| Evento                        | Ouro                                       | Prata                                       | Bronze                                     |
| Individual masculino detalhes | Javier Fernández · Espanha                 | Jin Boyang · China                          | Yan Han · China                            |
| Individual feminino detalhes  | Mao Asada · Japão                          | Rika Hongo · Japão                          | Elena Radionova · Rússia                   |
| Duplas detalhes               | Yuko Kavaguti · Alexander Smirnov · Rússia | Sui Wenjing · Han Cong · China              | Yu Xiaoyu · Jin Yang · China               |
| Dança no gelo detalhes        | Anna Cappellini · Luca Lanotte · Itália    | Madison Chock · Evan Bates · Estados Unidos | Elena Ilinykh · Ruslan Zhiganshin · Rússia |

## Resultados

### Individual masculino
| Pos.              | Nome                       | Nacionalidade  | Pontos | PC         | PL          |
| ----------------- | -------------------------- | -------------- | ------ | ---------- | ----------- |
| Medalha de ouro   | Javier Fernández           | Espanha        | 270.55 | 93.19 (1)  | 177.36 (1)  |
| Medalha de prata  | Jin Boyang                 | China          | 261.26 | 90.05 (2)  | 171.18 (2)  |
| Medalha de bronze | Yan Han                    | China          | 230.33 | 73.97 (6)  | 156.36 (3)  |
| 4                 | Grant Hochstein            | Estados Unidos | 222.74 | 74.27 (5)  | 148.47 (4)  |
| 5                 | Sergei Voronov             | Rússia         | 222.17 | 80.99 (3)  | 141.18 (8)  |
| 6                 | Michael Christian Martinez | Filipinas      | 220.36 | 72.24 (7)  | 148.12 (5)  |
| 7                 | Richard Dornbush           | Estados Unidos | 217.26 | 70.21 (8)  | 147.05 (7)  |
| 8                 | Misha Ge                   | Uzbequistão    | 217.17 | 69.13 (9)  | 148.04 (6)  |
| 9                 | Song Nan                   | China          | 212.10 | 76.46 (4)  | 135.64 (9)  |
| 10                | Ivan Righini               | Itália         | 200.98 | 68.98 (10) | 132.00 (11) |
| 11                | Elladj Baldé               | Canadá         | 199.41 | 64.68 (12) | 134.73 (10) |
| 12                | Moris Kvitelashvili        | Rússia         | 192.10 | 66.92 (11) | 125.18 (12) |

### Individual feminino
| Pos.              | Nome            | Nacionalidade  | Pontos | PC         | PL         |
| ----------------- | --------------- | -------------- | ------ | ---------- | ---------- |
| Medalha de ouro   | Mao Asada       | Japão          | 197.48 | 71.73 (1)  | 125.75 (3) |
| Medalha de prata  | Rika Hongo      | Japão          | 195.76 | 65.79 (2)  | 129.97 (1) |
| Medalha de bronze | Elena Radionova | Rússia         | 184.28 | 58.51 (6)  | 125.77 (2) |
| 4                 | Anna Pogorilaya | Rússia         | 184.16 | 61.47 (4)  | 122.69 (4) |
| 5                 | Karen Chen      | Estados Unidos | 175.93 | 58.30 (7)  | 117.63 (5) |
| 6                 | Courtney Hicks  | Estados Unidos | 166.00 | 62.38 (3)  | 103.62 (8) |
| 7                 | Nicole Rajičová | Eslováquia     | 165.26 | 54.76 (9)  | 110.50 (7) |
| 8                 | Park So-Youn    | Coreia do Sul  | 164.28 | 52.47 (10) | 111.81 (6) |
| 9                 | Li Zijun        | China          | 159.13 | 58.62 (5)  | 100.51 (9) |
| 10                | Hannah Miller   | Estados Unidos | 151.73 | 55.25 (8)  | 96.48 (10) |
| 11                | Zhao Ziquan     | China          | 139.77 | 48.66 (11) | 91.11 (11) |
| 12                | Zheng Lu        | China          | 130.32 | 47.23 (12) | 83.09 (12) |

### Duplas
| Pos.              | Nome                                   | Nacionalidade | Pontos | PC        | PL         |
| ----------------- | -------------------------------------- | ------------- | ------ | --------- | ---------- |
| Medalha de ouro   | Yuko Kavaguti / Alexander Smirnov      | Rússia        | 216.00 | 72.45 (2) | 143.55 (1) |
| Medalha de prata  | Sui Wenjing / Han Cong                 | China         | 215.62 | 74.40 (1) | 141.22 (2) |
| Medalha de bronze | Yu Xiaoyu / Jin Yang                   | China         | 197.75 | 70.06 (3) | 127.69 (3) |
| 4                 | Wang Xuehan / Wang Lei                 | China         | 186.76 | 69.36 (4) | 117.40 (4) |
| 5                 | Kristina Astakhova / Alexei Rogonov    | Rússia        | 173.36 | 59.17 (6) | 114.19 (5) |
| 6                 | Mari Vartmann / Ruben Blommaert        | Alemanha      | 171.41 | 63.45 (5) | 107.96 (7) |
| 7                 | Lubov Iliushechkina / Dylan Moscovitch | Canadá        | 166.80 | 55.42 (7) | 111.38 (6) |
| 8                 | Vanessa Grenier / Maxime Deschamps     | Canadá        | 159.34 | 52.41 (8) | 106.93 (8) |

### Dança no gelo
| Pos.              | Nome                              | Nacionalidade  | Pontos | DC        | DL         |
| ----------------- | --------------------------------- | -------------- | ------ | --------- | ---------- |
| Medalha de ouro   | Anna Cappellini / Luca Lanotte    | Itália         | 173.30 | 66.39 (1) | 106.91 (1) |
| Medalha de prata  | Madison Chock / Evan Bates        | Estados Unidos | 169.16 | 65.36 (2) | 103.80 (2) |
| Medalha de bronze | Elena Ilinykh / Ruslan Zhiganshin | Rússia         | 159.00 | 63.54 (3) | 95.46 (3)  |
| 4                 | Federica Testa / Lukáš Csölley    | Eslováquia     | 136.17 | 53.90 (5) | 82.27 (4)  |
| 5                 | Zhao Yue / Zheng Xun              | China          | 129.65 | 51.02 (6) | 78.63 (5)  |
| 6                 | Wang Shiyue / Liu Xinyu           | China          | 126.73 | 50.64 (7) | 76.09 (6)  |
| WD                | Kaitlin Hawayek / Jean-Luc Baker  | Estados Unidos | —      | 58.35 (4) | — (WD)     |
| WD                | Cong Yue / Sun Zhuoming           | China          | —      | — (WD)    |            |

## Quadro de medalhas
| Ordem | País           | Medalha de ouro | Medalha de prata | Medalha de bronze |    | Ordem por total |
| ----- | -------------- | --------------- | ---------------- | ----------------- | -- | --------------- |
| 1     | Japão          | 1               | 1                |                   | 2  | 3               |
| 2     | Rússia         | 1               |                  | 2                 | 3  | 2               |
| 3     | Espanha        | 1               |                  |                   | 1  | 4               |
| 3     | Itália         | 1               |                  |                   | 1  | 4               |
| 5     | China          |                 | 2                | 2                 | 4  | 1               |
| 6     | Estados Unidos |                 | 1                |                   | 1  | 4               |
| TOTAL | TOTAL          | 4               | 4                | 4                 | 12 | —               |